# Arsfenamina

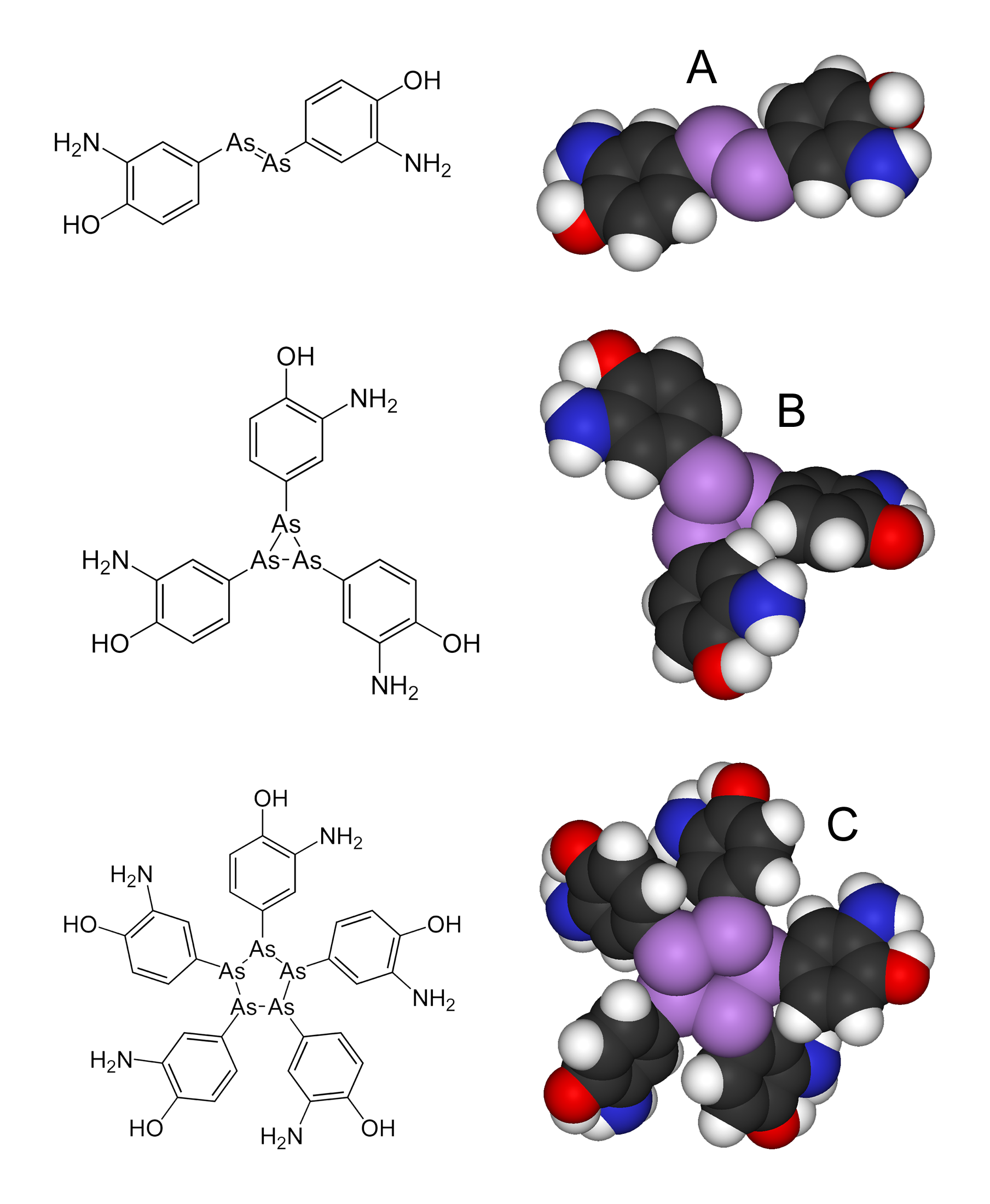
Estructura de l'arsfenamina es creia que era la A fins al 2005, on una nova investigació suggereix una estructura composta entre trímer B i el pentàmer C.

L'arsfenamina va ser un dels primers fàrmacs capaç de curar una malaltia infecciosa que causava una gran mortalitat, la sífilis. Fou comercialitzada amb la marca de Salvarsan el 1910, i també és conegut com a 606, per ser l'ordre de proves d'aquest compost sintètic.
L'arsfenamina va ser la bala màgica del bacteriòleg alemany Paul Ehrlich. Aquest metge alemany creia que era possible obtenir un compost químic que pogués guarir específicament la sífilis sense danyar el pacient. Convençut que l'arsènic era clau per a curar la sífilis, una malaltia venèria, Ehrlich va sintetitzar centenars de compostos orgànics de l'arsènic. Més tard va injectar aquests compostos en ratolins prèviament infectats amb l'organisme causant de la malaltia, la Treponema pallidum. Alguns dels 605 compostos provats van mostrar certs indicis prometedors, però morien massa ratolins. El 1910 va fabricar i va provar el compost número 606, l'arsfenamina, que restablia plenament en els ratolins infectats.
Aquest compost sintètic va resultar ser eficaç; guaria la malaltia, sense ser tòxic per al pacient. Gràcies a aquest descobriment li van concedir el Premi Nobel el 1908. Avui dia ja no s'utilitza Salvarsan per a tractar la sífilis; ha estat reemplaçat per un producte molt més efectiu, la penicil·lina.